# Lucie Blahůšková
Lucie Blahůšková, née le 21 janvier 1980 à Karlovy Vary, est une joueuse tchèque de basket-ball

## Club
- 1998-1999 : USK Prague ( République tchèque)
- 1999-2000 : USK Blex Prague
- 2000-2004 : Basketbalový Klub Brno ( République tchèque)
- 2004-.... : MKB Euroleasing Sopron ( Hongrie)

## Palmarès

### Sélection nationale
- Championnat d'Europe
  -  Médaille d'argent du  Championnat d'Europe 2003

### Distinction personnelle
- MVP du Championnat d'Europe 2003 en Grèce